# Cyrtopodion golubevi
Espèce
Cyrtopodion golubevi est une espèce de geckos de la famille des Gekkonidae.

## Répartition
Cette espèce est endémique de la province du Seistan-o-Balouchestan en Iran. 

## Étymologie
Cette espèce est nommée en l'honneur de Mikhail Leonidovich Golubev. 

## Publication originale
- Nazarov, Ananjeva & Rajabizadeh, 2010 "2009" : Two New Species of Angular-Toed Geckoes (Squamata: Gekkonidae) from South Iran. Russian Journal of Herpetology, vol. 16, n. 4, p. 311-324.